# 五福臨門神木
24°15′50″N 120°47′11″E / 24.263858°N 120.786468°E
五福臨門神木，是位於臺灣臺中市石岡區龍興里萬仙街的樹群，被當地人視為神樹，原先是以樟樹為中心，加上環繞的榕樹、相思樹、楠樹、朴樹五種樹組成。

## 命名
此樹群位於石岡區龍興里萬仙街岡仙巷3之1號，海拔約450公尺的台地，主要是一株巨大老樟樹，周圍環繞著五種樹。當地人稱五福臨門神木的樟樹為「土地公伯」。在2016年報導時樟樹高約20公尺，胸徑2.5公尺，冠幅1,300平方公尺，樹齡約350年。
石岡鄉鄉長鍾報順指出，1975年3月間，時任台灣省主席的謝東閔巡視石岡時發現此神木由樟、榕、楠、朴、相思五種樹糾纏組成，極具觀賞價值，便恭請蔣經國於1976年5月21日蒞臨觀賞。擔任行政院長的蔣經國看見此樹群的樹種數量，正符合他與陪同的官員：省主席謝東閔、交通部長林金生、台中縣長陳孟鈴及當時石岡鄉長謝東春五人，便取名「五福臨門神木」。

## 觀光
五福臨門神木是蔣經國最欣賞的神木之一，在1977年2月6日他還特別去龍興村參觀，並聽鄉長謝東春報告維護神木的工程。之後蔣經國拜訪過的樹還有弄璋樹。
次年，中視《愛心》拍攝五福臨門神木做為光復節特別節目、介紹陝西村尋根故事的片頭。該地為石岡區最早設立的風景區。1980年代，地方政府將此神木規劃為觀光區，假日時遊覽車、遊客絡繹不絕，當時老樹周圍許多商店、餐廳因藉此維持生計。1992年，台中縣政府觀光課進行觀光遊憩規劃，把觀光地點分作五大系統，該樹群與澤民樹、水尾神木列入豐原都會系統。

## 保育
台灣日治時期二十世紀初，日本在台灣大量砍伐樟樹，此時地方人士極力爭取保留，經當時臺灣樟腦局人員勘查後，核准將此樹列為母樹保存，編號為「三十六號母樹」。
因當地商店、餐廳藉此景點維持生計，自然對老樹愛護備至。擔任省主席的謝東閔來此參觀時，認為當地人在樹頭燒香，對樹有危險，遂建議改於遠處另外建亭、設香爐、燭台。地方政府在樹冠周邊數十公尺處以圍起鐵欄杆，禁止遊客擅入。
在1980年就有人質疑梅花形的鐵欄柵連主幹都鎖住，「神木像是受刑的犯人」，矯枉過正變成虐待；並且附近地面上的圓石還被塗成五顏六色，抱怨濃妝艷抹失去樸真。台中縣政府為妥善保護，特別撥款於其旁設置避雷塔。鄉公所在1981年中特別曾設管理員的編制。後來，由於保育觀念逐漸成熟，鐵欄杆改以低矮的圍籬取代。
1985年末，此樹群與大里杙樹王公、后里澤民樹、北斗大榕樹因屬自然文化景觀，被列為第二批解除古蹟列管名單。1988年颱風過境時，吹倒五福臨門神木的老朴樹，石岡鄉鄉長林保獅為神木以鐵柱支撐老枝。朴樹與楠木最終因遭遇颱風襲擊，相繼枯死，其中楠木有補植。1991年，鄉民發現不知名病蟲害，枝椏枯萎；縣長廖了以立即指示農業局有關單位會診，查出是蟻類為害，撥款一百萬元診治。1993年報導時，有記者說五福臨門神木是樟樹、榕樹、相思樹、楠樹、楓樹這五種樹組成，並讚揚「春則楓樹翠嫩」、「秋則楓紅層層」。1994年道格颱風，楠木遭颱風拔起，鄉公所在8月16日請來園藝專家植回。1998年，台灣省林務局票選台灣十大神木，五福臨門神木獲第十大。2002年，內政部補助800萬元保護台中縣六棵珍貴老樹，分別為東勢新伯公廟老樹、后里日月神木、清水信義公老榕樹、石岡五福臨門神木、太平土地公廟老樹、及豐原福德祠老樹。
2006年，五福臨門神木其中一株染上褐根病，枝幹落葉且枯萎，好不容易治癒並請專人照顧，但同年樟樹再遭病蟲害。台中縣植物專家羅能業指出，此神木問題主因是主株的樟樹與榕樹交纏，榕樹並無抵禦病蟲害的黃樟素，易引來病害再轉嫁到樟樹上。神木也發現有真菌寄生，對神木生長都是隱憂。
因園區過度開發，周圍道路水泥化，鋪面高於土面，土壤中過多水分無法宣洩，積水造成此樹根系缺氧潰爛死亡。加上枝條修剪不當，樹幹發霉腐爛，該樹逐漸喪失免疫而衰老。
2015年8月，民間團體台灣老樹救援協會與中興大學教授劉東啟，和地主簽下養護協定，去除過多地上設施物，並使用水刀工法將固結土壤打鬆，使氧氣可深入土壤，希望讓老樹逐漸恢復健康。但同年9月底，杜鵑颱風造成此樹大量斷枝與粗幹撕裂，相思樹倒伏，病情雪上加霜。
在移除12噸水泥舖面及水刀療法搶救後，五福臨門神木現出生機；同年12月13日當地舉行慶祝會，吸引2、300名愛樹人參與盛會。
2017年，台中市議員蘇慶雲呼籲將此樹與旁的土地祠列為台中市文化資產。

## 信仰

### 樹公
由於樹形雄偉奇特，先民視為神樹，在樹下立石祭祀，並在樹頭有香爐燭台，為當地的信仰中心。每逢農歷初一、十五就有祭祀。居民從來不撿神樹的枯枝做柴燒，不小心弄斷枝幹也立即持往香座前謝過。早年村民身體不適，常來樹前祭拜，也有人把小孩敬託給神樹作契子（義子）。
在1981年採訪時，六十餘歲的在地人管慶容指著此樹根略凹的一角表示這就是斧痕，說日軍想砍此樹，但卻持斧者卻砍到自家大腿，換人再來又同款遭遇，連換多人，日人方始相信樹有神靈，打消念頭。在1992年報導時，已在樹旁住了四代的管姓長者表示，日治時期代因物質缺乏，一度有人想砍下樟樹提煉樟腦油，但每位伐工一提起斧就險些砍砸到自己，主其事的日本官吏遂知難而退。
在2008年左右，台中縣政府欲拓寬石岡鄉萬仙街附近產業道路，須砍伐多株茂密林木，除引發環境保護爭議，還有信仰問題。居民認為政府如執意要拓寬，至少要擲筊問樹神和土地公意見。有老太太還氣憤地表示不能侵占樹神土地。

### 伯公
樹旁的龍興里開基福德祠供俸土地公與土地婆，又稱為「庄中伯公」，每年參與新社九庄媽等神明聖誕祭典。也與日治時代台灣第一起農民運動馬力埔事件有關，當時現址仙塘坪居民亦投入此事件。
2012年，民政局清查地籍，發現土地公廟未申請使用執照、合法立案，其地所有權人是福德正神。因可能淪為市府標售標的，里民憂心忡忡。中市民政局長王秋冬則解釋，市府不會立即執行，望廟方找出所有權證明，如無證明可用香油錢把土地購回，再成立正式的廟宇管理委員會；還表示市府尊重傳統信仰，除非迫切需要，否則不將積極處置。